# Kattis & Company
Kattis & Company var en svensk talkshow från 2009 till 2010 med Kattis Ahlström som programledare. Programmet hade premiär den 3 mars 2009 i TV4 Plus och producerades av Forma Publishing Group.
Programmet tog upp ämnen kring mänskliga relationer.